# 米勒鎮區 (密蘇里州蘇格蘭縣)
米勒鎮區（英語：Miller Township）是位於美國密蘇里州蘇格蘭縣的一個行政鎮區。

## 地方資料
米勒鎮區的面積為92.31平方千米，當中陸地面積為92.09平方千米，而水域面積為0.22平方千米。根據2020年美國人口普查的數據，當地共有人口91人，而人口密度為每平方千米0.99人。